# Тазакенд (село, Агдамский район)
Тазаке́нд (азерб. Təzəkənd) — село в Агдамском районе Азербайджана.

## Этимология
Название происходит от слов «таза» (новый) и слова «кенд» (село). В переводе на русский — Новое Село.

## История
Село основано в 1930-х годах переселенцами из села Шураабад Агдамского района.
Согласно административному делению 1961 и 1977 года село Тазакенд входило в Намирлинский сельсовет Агдамского района Азербайджанской ССР.
В результате Первой Карабахской войны все сёла Намирлинского сельсовета, кроме села Тазакенд, были оккупированы и это село постоянно подвергалось обстрелу.
В 1999 году в Азербайджане была проведена административная реформа и был учрежден Тазакендский муниципалитет Агдамского района.
В 2000 году был принят устав Муниципалитета и Тазакендский муниципалитет вступил в членство координационного совета Муниципалитетов Агдама на основании Закона о примерном  положении таких советов.
В 2005 году был принят Закон о региональных ассоциациях муниципалитетов и Тазакендский муниципалитет стал членом Национальной ассоциации сельских муниципалитетов Азербайджана. 

## География
Через село протекает река Талейарх.
Село находится в 27 км от райцентра Агдам, в 19 км от временного райцентра Кузанлы и в 317 км от Баку. Ближайшая ж/д станция — Тазакенд.
Высота села над уровнем моря — 252 м.

## Население
| Численность населения | Численность населения |
| 1979                  | 1999                  |
| --------------------- | --------------------- |
| 100                   | ↗3660                 |

## Климат
В селе холодный семиаридный климат.

## Инфраструктура
В селе расположены железнодорожная станция "Тазакенд", кладбище и артезианский колодец.